# IHPK2
La hexakisfosfato quinasa 2 de inositol es una enzima que en humanos está codificada por el gen IP6K2 .
Este gen codifica una proteína que pertenece a la familia de la inositol fosfocinasa (IPK). Esta proteína probablemente sea responsable de la conversión de hexakisfosfato de inositol (InsP6) en pentaquisfosfato de difosfoinositol (InsP7 / PP-InsP5). También puede convertir 1,3,4,5,6-pentaquisfosfato (InsP5) en PP-InsP4 y afectar las actividades apoptóticas y supresoras del crecimiento del interferón-beta en algunos cánceres de ovario. El empalme alternativo da como resultado múltiples variantes de transcripción que codifican diferentes isoformas.